# Actinodaphne semengohensis
Actinodaphne semengohensis är en lagerväxtart som beskrevs av S.Julia. Actinodaphne semengohensis ingår i släktet Actinodaphne och familjen lagerväxter. Inga underarter finns listade i Catalogue of Life.